# Earlandiina
Earlandiina es un suborden de foraminíferos (clase Foraminiferea, o Foraminifera), cuyos taxones han sido tradicionalmente incluidos en el suborden Fusulinina del orden Foraminiferida, o bien en el orden Fusulinida de la clase Foraminifera. Su rango cronoestratigráfico abarca desde el Silúrico superior hasta el Pérmico superior.

## Discusión
Clasificaciones más recientes incluyen Earlandiina en el orden Earlandiida, de la subclase Afusulinana y de la clase Fusulinata.

## Clasificación
Earlandiina incluye a las siguientes superfamilias:
- Superfamilia Caligelloidea
- Superfamilia Earlandioidea
- Superfamilia Eonodosarioidea
- Superfamilia Semitextularioidea